# Peumerit
Peumerit (Bretão: Purid) é uma comuna francesa na região administrativa da Bretanha, no departamento Finisterra. Estende-se por uma área de 19,7 km². Em 2010 a comuna tinha 840 habitantes (densidade: 42,6 hab./km²).